# 1978 في الصين
فيما يلي قوائم الأحداث التي وقعت خلال عام 1978 في الصين.

## سياسة

### تعيين في المنصب
- 5 مارس – ياي جيانيانغ رئيس اللجنة الدائمة للمجلس الوطني لنواب الشعب [الإنجليزية]‏.

### انتهاء فترة المنصب
- 5 مارس – سونغ تشينغ لينغ رئيس اللجنة الدائمة للمجلس الوطني لنواب الشعب [الإنجليزية]‏.

## مواليد

### مارس
- 30 مارس – يانغ بو لاعب كرة قدم صيني.

### يونيو
- 16 يونيو – وانغ بينغ لاعب كرة قدم صيني.

### أغسطس
- 16 أغسطس – فو مينغ شيا غطاسة صينية.

### أكتوبر
- 6 أكتوبر – ليو يانغ رائدة فضاء صينية.
- 23 أكتوبر – وانغ نان لاعبة تنس طاولة صينية.

### ديسمبر
- 1 ديسمبر – لي ويفينغ لاعب كرة قدم صيني.

## وفيات

### يونيو
- 12 يونيو – جوو موروو (مواليد 1892) سياسي صيني.